# Jacek Gmoch
Jacek Wojciech Gmoch (* 13. Januar 1939 in Pruszków) ist ein ehemaliger polnischer Fußballspieler und -trainer.

## Spielerkarriere
Gmoch begann seine Fußballkarriere bei seinem Heimatclub Znicz Pruszków. Er spielte als Abwehrspieler in der Position des Vorstoppers. Nach seinem Wechsel 1960 zu Legia Warschau wurde er in den 1960er Jahren polnischer Nationalspieler. Zwischen 1962 und 1968 machte er 29 Länderspiele. 1964 und 1966 wurde er mit Legia polnischer Pokalsieger. 1968 musste er seine aktive Karriere aufgrund einer Verletzung beenden. In der Meistersaison von Legia 1968/1969 bestritt er nur zwei Ligaspiele.

## Trainerkarriere
Anschließend erhielt er eine Trainerausbildung und war von 1969 bis 1971 Trainerassistent bei Legia Warschau. 1971 ernannte ihn Nationaltrainer Kazimierz Górski zu seinem Assistenten. Gmoch blieb bis nach der Fußball-Weltmeisterschaft 1974 in Deutschland in dieser Position. Als Górski 1976 von seinem Amt zurücktrat, wurde Gmoch zu seinem Nachfolger bestimmt. Gmoch qualifizierte sich mit der Nationalmannschaft für die Fußball-Weltmeisterschaft 1978 in Argentinien. Als seine Mannschaft nach der Zwischenrunde ausschied, interpretierte er dies als Misserfolg und stellte sein Amt zur Verfügung. Ab 1979 arbeitete er als Trainer im Ausland. Zunächst in Norwegen bei Skeid Oslo und dann bis 2003 in Griechenland sowie auf Zypern. Mit Panathinaikos Athen wurde er 1984 griechischer Meister und Pokalsieger und mit AE Larisa 1988 nochmals griechischer Meister. Mit Panathinaikos erreichte das Halbfinale im Europapokal der Landesmeister 1984/85. Nach der Entlassung von Nikolaos Nioplias am 15. November 2010 war Jacek Gmoch für kurze Zeit Interimstrainer von Panathinaikos Athen.
Seit einigen Jahren arbeitet er außerdem als Fußballkommentator für das polnische Fernsehen.
Im Februar 2010 wurde er zum besten Trainer Griechenlands in den 1980er Jahren gewählt.

## Erfolge als Spieler
- Polnischer Meister (1969)
- Polnischer Pokalsieger (1964 und 1966)

## Erfolge als Trainer
- Griechischer Meister (1984 und 1988)
- Griechischer Pokalsieger (1984)
- Zyprischer Meister (1992)
- Zyprischer Pokalsieger (1993)
- Zyprischer Supercupsieger (1992 und 1993)